# Bahía de Episkopí
La Bahía de Episkopi (en griego: Κόλπος Επισκοπής, en turco: Piskobu Körfezi) es una parte del Mar Mediterráneo en la costa sur-occidental de la isla de Chipre, situada entre las ciudades de Pafos y Limasol en el Distrito de Limasol. Es famosa por su playa y restaurantes de pescado. Las bases soberanas de Akrotiri y Dekelia, un territorio británico de ultramar en la isla de Chipre, administrado como una zona militar, bordea la bahía. A pesar de la división étnica de Chipre en 1974, tras la invasión turca de la isla, una cantidad de turcochipriotas decidieron permanecer en la zona.